# Lundspröding
Lundspröding (Psathyrella pseudocasca) är en svampart som först beskrevs av Henri Romagnesi, och fick sitt nu gällande namn av Kits van Wav. 1982. Lundspröding ingår i släktet Psathyrella och familjen Psathyrellaceae.  Arten är reproducerande i Sverige. Inga underarter finns listade i Catalogue of Life.